# Idaea sublongaria
Idaea sublongaria là một loài bướm đêm trong họ Geometridae.